# Poa pauciflora
Poa pauciflora là một loài cỏ trong họ hòa thảo, thuộc chi poa.